# Cosminele
Cosminele es una comuna ubicada en el distrito de Prahova, Rumania.

## Superficie
Posee una superficie de 25,06 kilómetros cuadrados.

## Demografía
Hasta 2021 la población era de 926 habitantes, con una densidad de población de 36,95 habitantes por kilómetro cuadrado.